# Малґув (Ґостинський повіт)
Малґув (пол. Małgów) — село в Польщі, у гміні Поґожеля Гостинського повіту Великопольського воєводства.
Населення — 346 осіб (2011).
У 1975-1998 роках село належало до Лешненського воєводства.

## Демографія
Демографічна структура станом на 31 березня 2011 року:
|          | Загалом | Допрацездатний вік | Працездатний вік | Постпрацездатний вік |
| -------- | ------- | ------------------ | ---------------- | -------------------- |
| Чоловіки | 172     | 49                 | 115              | 8                    |
| Жінки    | 174     | 47                 | 102              | 25                   |
| Разом    | 346     | 96                 | 217              | 33                   |